# میمی مارکس
میمی مارکس (به انگلیسی: Mimi Marks) مدل و زن ترنس آمریکایی است. او در مسابقات گوناگون به عنوان ملکه زیبایی تراجنسی دست یافته‌است از جمله مسابقات انتخاب زیباترین تراجنسی جهان در لاس‌وگاس نوادا و مسابقات دوشیزه قاره در شیکاگو، ایلینوی به این عنوان دست یافت.
او در سال ۲۰۰۵ دوشیزه ملکه بین‌المللی شد.